# 로이드 코리건
로이드 코리건(Lloyd Corrigan, 1900년 10월 16일 ~ 1969년 11월 5일)은 미국의 배우, 각본가, 영화 감독, 텔레비전 배우, 영화배우이다.

## 영화
- 와이어트 어프 - 툼스톤으로 돌아오다 (1994년)
- 래시 - 크리스마스 테일 (1963년)
- 매드 매드 대소동 (1963년)
- 맨츄리안 켄디데이트 (1962년)
- 보난자 (1959년)
- 조로 (1957년)
- 페리 메이슨 (1957년)
- 와이어트 어프의 삶과 전설 (1955년)
- 달려라 래시 (1954년)
- 페일페이스의 아들 (1952년)
- 라스트 아웃포스트 (1951년) - Mr. 들러코트 역
- 마이 프렌드 어머 고즈 웨스트 (1950년)
- 웬 윌리 컴스 매칭 홈 (1950년)
- 시라노 (1950년)
- 주디와 데이트 (1948년)
- 빅 클락 (1948년)
- 쉬-울프 오브 런던 (1946년)
- 스테이지 도어 캔틴 (1943년)
- 타잔의 사막 미스터리  (1943년)
- 럭키 조단 (1942년)
- 영웅의 여자 (1942년)
- 캐슬린 (1941년)
- 투 걸즈 온 브로드웨이 (1940년)
- 플로우 스루 (1930년)
- 핸즈 업! (1926년)